# Починок (Макарьевский район)
Починок — опустевшая деревня в Макарьевском районе Костромской области. Входит в состав Усть-Нейского сельского поселения.

## География
Находится в юго-восточной части Костромской области на расстоянии приблизительно 13 км на северо-запад по прямой от районного центра города Макарьев на правобережье реки Нея.

## История
Известна с 1897 года, в 1907 году отмечено 29 дворов. По состоянию на 2020 год опустела.

## Население
Постоянное население составляло 131 человек (1897), 166 (1907), 1 в 2002 году (русские 100 %), 0 в 2022.